# Bukovec (Góry Izerskie)

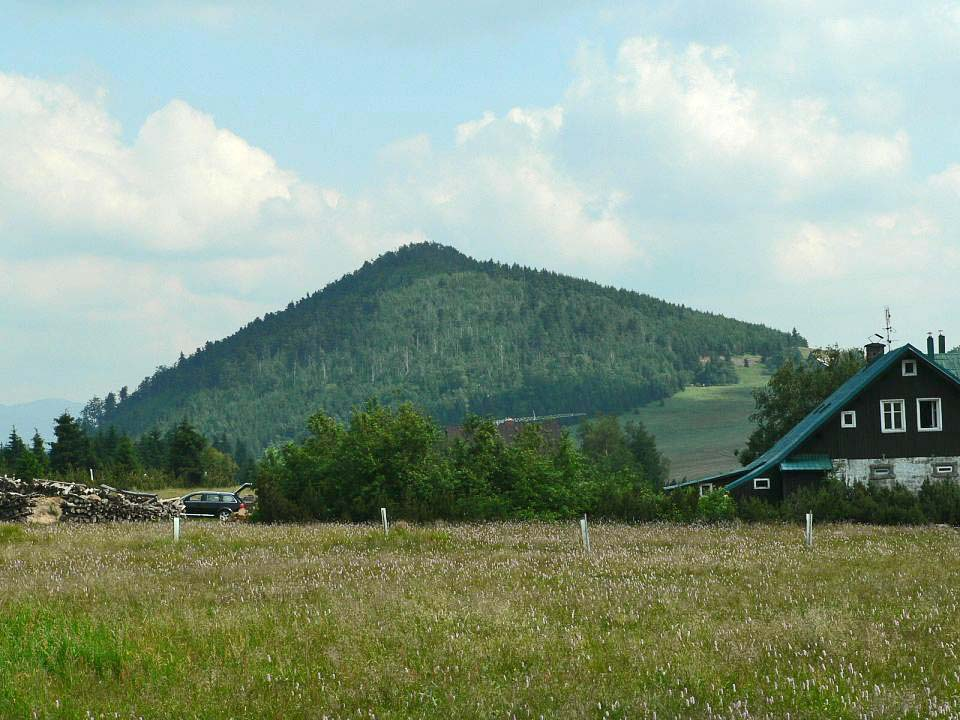
Bukowiec – widok od strony osady Izerka

Bukowiec (cz. Bukovec wymowaⓘ, niem. Buchberg) – wzniesienie o wysokości 1005 m n.p.m., w północno-środkowych Czechach, w Sudetach Zachodnich, w Górach Izerskich.

## Położenie
Wzniesienie położone jest w Sudetach Zachodnich, we wschodniej części Gór Izerskich, na wschód od czeskiej osady Jizerka.

## Opis
Bukowiec jest wyraźnym wzniesieniem w kształcie stożka ze stromymi zboczami. Wzniesienie zbudowane jest z trzeciorzędowych bazaltów, które przebiły granit karkonoski, budujący większą część czeskich Gór Izerskich. Bazalty tworzą skałki na szczycie i niewielkie gołoborze. Na południowo-wschodnim zboczu istniał kiedyś niewielki kamieniołom, obecnie obszar ten został ogłoszony rezerwatem przyrody (přírodní rezervace) o pow. 30 ha, z rozległymi górskimi bukowymi, mieszanymi i iglastymi lasami oraz obfitą leśną i łąkową florą. Przez rezerwat przechodzą dwie gałęzie ścieżki dydaktycznej. Bukowiec jest jednym z najwyżej położonych wzniesień bazaltowych w Europie. W wyrobisku opuszczonego kamieniołomu można obserwować słupy bazaltowe. Na bazaltowym podłożu występuje bogata flora z wieloma ciekawymi gatunkami roślin. Niektóre z nich, to: wawrzynek wilczełyko, arnika górska, jastrzębiec pomarańczowy, niebielistka trwała.
Z wierzchołka rozległe widoki na Góry Izerskie i zachodnią część Karkonoszy.

## Ścieżka dydaktyczna
Na Bukowiec prowadzi ścieżka dydaktyczna o długości 6 km. Posiada 18 tablic, obejmuje również torfowisko Izerki.